# Grado Babo
Il Grado Babo è un'unità di misura impiegata per definire il contenuto zuccherino presente in un mosto.
Espresso con il simbolo Kmw (da Klosterneuburger Mostwaage in lingua tedesca, letteralmente "bilancia del mosto di Klosterneuburg") viene utilizzato prevalentemente in enologia e deriva da una procedura sviluppata da August Wilhelm von Babo, da cui il nome in italiano, che corrisponde a 10 g di zucchero (contenuto nell'uva) per ogni kg di mosto.